# Rai (nourrice d'Ahmès-Néfertary)
Pour les articles homonymes, voir Rai.
Rai (née vers -1570/-1560, morte vers -1530) est une Égyptienne, nourrice de la reine Ahmès-Néfertary.
Elle est morte à l'âge estimé de 30 à 40 ans. Elle est la plus ancienne momie connue à avoir des preuves d'athérosclérose ; Grafton Elliot Smith a enlevé ses bandelettes le 26 juin 1909 et l'a décrite comme étant une femme mince avec une abondante chevelure, mesurant 1,51 m, ayant des mains d'enfant. Il a vu que sur le côté gauche de son corps, il y avait eu une incision d'embaumement. Elle portait un rang de perles de cornaline au poignet droit. Smith indique qu'une inscription sur le bandage, qui a été traduite par Georges Daressy, donne son nom, et rien d'autre. Smith mentionne également plusieurs autres inscriptions trouvées sur les bandages de la momie, mais qui n'ont jamais été enregistrées ou publiées.
Le sarcophage dans lequel Rai a été trouvée est de la XIXe ou XXe dynastie et était originellement prévu pour un serviteur dans la Place de Vérité appelé Paheripedjet, retiré de son sarcophage pour être remplacé par la momie de Rai dont le propre sarcophage fut utilisé pour la momie d'Ahmès-Inhapy, princesse et reine de la fin de la XVIIe dynastie qui était peut-être la tante d'Ahmès-Néfertary. La momie de Paheripedjet n'a pas été identifiée parmi celles trouvées dans la cache DB320 et son emplacement ne peut donc pas être certifié ; Carl Nicholas Reeves pense que c'est l'une des momies non-identifiées de DB320 et date son transfert dans la cache après l'an 11 du règne de Sheshonq Ier.